# 560e division de grenadiers
La 560e division de grenadiers (en allemand : 560. Grenadier-Division ou 560. GD) est une des divisions d'infanterie de l'armée allemande (Wehrmacht) durant la Seconde Guerre mondiale.

## Historique
La 560e division de grenadiers est formée le 27 juillet 1944 comme Sperr-Division à Moss en Norvège dans le Wehrkreis X en tant qu'élément de la 30. Welle (30e vague de mobilisation).
Elle est renommée 560. Volks-Grenadier-Division le 10 août 1944.

## Organisation

### Commandants
| Date                           | Grade           | Commandant    |
| ------------------------------ | --------------- | ------------- |
| 27 juillet 1944 - 10 août 1944 | Generalleutnant | Erich Hofmann |

## Théâtres d'opérations
- Norvège : Juillet 1944 - Septembre 1944

## Ordre de bataille
- Grenadier-Regiment 1128
- Grenadier-Regiment 1129
- Grenadier-Regiment 1130
- Füsilier-Bataillon 560
- Artillerie-Regiment 1560
  - I. Abteilung
  - II. Abteilung
  - III. Abteilung
  - IV. Abteilung
- Divisionseinheiten 1560